# 흑해 경제 협력 기구

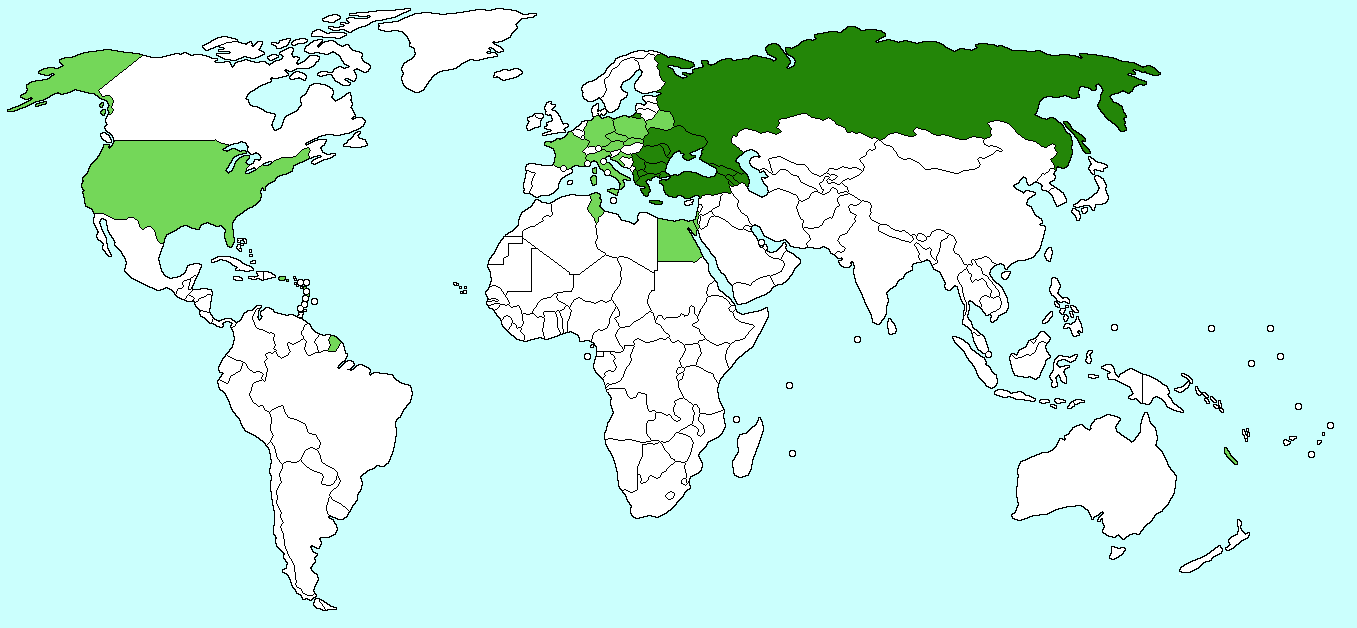
흑해 경제 협력 기구 정회원국
흑해 경제 협력 기구 옵서버

흑해 경제 협력 기구 (유럽 중심으로 확대한 지도)
흑해 경제 협력 기구 정회원국
흑해 경제 협력 기구 옵서버

흑해 경제 협력 기구(黑海經濟協力機構, 영어: Organization of the Black Sea Economic Cooperation, BSEC)는 흑해 주변에 위치한 국가 간의 지역 협력체이다. 주로 흑해 지역의 조화와 상호 성장 촉진, 흑해 지역의 우호 및 선린 관계 촉진, 흑해 지역의 평화 및 안정 보장을 목적으로 한다.

## 상세
흑해 지역은 예전부터 풍부한 자원 및 에너지 수송을 위한 지정학적으로 중요한 곳 중 하나이다. 그리고 흑해 인접국과 더불어, 흑해를 무역 및 에너지 운송로로 사용하는 나라들은 매우 많다. 이러한 가운데 흑해 지역에 대한 운영과 관리에 있어서 다자주의적 접근이 필요하게 되었고, 1992년 6월 25일 11개국 정부 수반들이 튀르키예 수도 이스탄불에서 헌장에 서명하게 된다. 이후 보스포루스 해협 성명을 통해 흑해 경제 협력 기구가 설립되었다. 흑해 경제 협력 기구 국가들은 에너지,환경,무역,경제개발,등 다양한 분야에서 협력을 하고 있다. 기구 산하에는 의원 연맹, 상설국제사무국, 무역개발은행 등이 있다.

## 회원국

### 정회원국
- 알바니아 (1992년)
- 아르메니아 (1992년)
- 아제르바이잔 (1992년)
- 불가리아 (1992년)
- 조지아 (1992년)
- 그리스 (1992년)
- 몰도바 (1992년)
- 루마니아 (1992년)
- 러시아 (1992년)
- 튀르키예 (1992년)
- 우크라이나 (1992년)
- 세르비아 (2004년 세르비아 몬테네그로로 가입했으며 2006년 세르비아 몬테네그로가 해체된 이후에는 세르비아 몬테네그로의 자리를 승계받았음)
- 북마케도니아 (2021년)

회원국 자격은 흑해와 접한 국가에 한정되지 않는다. 알바니아, 아르메니아, 아제르바이잔, 그리스, 몰도바, 세르비아, 북마케도니아 등은 흑해와 접하는 해안선이 없다. 터키는 키프로스의 가입을 거부하고 있다.

### 옵서버
- 오스트리아
- 벨라루스
- 크로아티아
- 체코
- 이집트
- 프랑스
- 독일
- 이스라엘
- 이탈리아
- 카자흐스탄
- 키르기스스탄
- 폴란드
- 슬로바키아
- 튀니지
- 미국
- 유럽 연합 집행위원회

### 부문별 대화 협력자 관계
- 대한민국[2]
- 일본
- 다뉴브 위원회

## 같이 보기
- 흑해
- 광역두만개발계획